# Penicillium pinsaporum
Penicillium pinsaporum är en svampart som beskrevs av C. Ramírez & A.T. Martínez. Penicillium pinsaporum ingår i släktet Penicillium och familjen Trichocomaceae.   Inga underarter finns listade i Catalogue of Life.